# Neoceratitis lycii
Neoceratitis lycii är en tvåvingeart som först beskrevs av Daniel William Coquillett 1901.  Neoceratitis lycii ingår i släktet Neoceratitis och familjen borrflugor. Inga underarter finns listade i Catalogue of Life.